# Avenida Goiás (Goiânia)
A Avenida Goiás é uma avenida da cidade brasileira de Goiânia e é, atualmente, uma das principais vias públicas da cidade. Inicia-se na Praça Cívica, estendendo-se até ao Jardim Balneário Meia Ponte, na região norte. Faz o principal cruzamento da cidade com a Avenida Anhanguera.
Declarada patrimônio nacional pelo Instituto do Patrimônio Histórico e Artístico Nacional no ano de 2004, um trecho da avenida Goiás que corre ao longo do Centro de Goiânia foi objeto de uma ampla reestruturação. Esse projeto visa a valorização da principal avenida da cidade, inspirada nos boulevard franceses.
Na avenida estão os principais monumentos em art decó de Goiânia, destacando-se: o Grande Hotel, o Coreto, o Monumento ao Bandeirante (no cruzamento com a avenida Anhanguera) e O Violeiro.
A Avenida Goiás conta com faixa exclusiva para transporte de ônibus público da Rede Metropolitana de Transporte Público de Goiânia (RMTC), e abriga o BRT Norte-Sul.

## História
Inicialmente chamada de Avenida Pedro Ludovico (e, em alguns casos, Avenida Central), a Avenida Goiás esteve no plano original de Goiânia do engenheiro Attilio Corrêa Lima. Em sua concepção, era a principal avenida da cidade em relação as demais, especialmente pelo eixo monumental desenvolvido na via. A via reuniu várias esculturas e monumentos de relevância em Goiânia, como o Monumento ao Bandeirante, doado pela Faculdade de Direito da Universidade de São Paulo em 1942.
O crescimento de Goiânia e a especulação imobiliária fez com que a avenida se transformasse ao longo do tempo. Attilio Corrêa Lima pensava a Avenida Goiás como um corte do centro comercial, fazendo uma ligação do poder administrativo do município com a Praça da Estação Ferroviária. As paradas de ônibus foram construídas a partir da década de 1960, o que também intensificou o fluxo de veículos e impediu o uso da Avenida Goiás como uma avenida-parque pela população.
Na década de 1970, o canteiro central da via também foi modificado e, na mesma época, a Feira Hippie de Goiânia foi transferida para a região. Apesar disso, a Avenida Goiás continuou tendo relevância em Goiânia, sobretudo por ter sido palco de eventos como as manifestações pelas Diretas Já, em 1983. A feira ocorrida na via só foi remanejada em 2003, a partir da reconfiguração paisagística da Avenida Goiás.
Com a expansão da avenida para a região norte da cidade, a Avenida Goiás passou a abrigar vários pontos da cidade, como o Araguaia Shopping (e o Terminal Rodoviário de Goiânia), a Praça do Violeiro e o Passeio das Águas Shopping. Na década de 2010, as obras do BRT Norte-Sul provocaram uma mudança significativa na avenida.